# Ростворовский, Тадеуш
Таде́уш Ростворо́вский (в русских текстах Фаддей Романович Растворовский; пол. Tadeusz Maria Rostworowski; 21 марта 1860, Ковалещизна близ Тыкоцина — 23 августа 1928, Вильно) — граф, архитектор и художник польского происхождения. Автор ряда зданий в Вильнюсе и окрестностях, а также на территории современной Литвы и Белоруссии.

## Биография
Родился в дворянской семье в селе Ковалевщина близ Белостока на северо-востоке Польши. Брат художника Станислава Ростворовского. Учился в средней школе в Познани, затем с 1870 года в Варшаве, где окончил гимназию. С 1876 года учился в Санкт-Петербурге в Академии Художеств. В 1883 году получил большую серебряную медаль и тогда же удостоен звания классного художника 3-й степени. В 1885 году за проект «Великокняжеский дворец в столице» получил звание классного художника 2-й степени. После Академии Художеств продолжил обучение в Кракове (1887), Мюнхене, Париже.
Обосновавшись в Вильне, сначала выполнял частные заказы. В 1908 году основал архитектурную мастерскую. Считается одним из типичных представителей виленской эклектики. Построил или перестроил около 30 церквей в Подляском воеводстве (на территории современной Литвы и Белоруссии).
После 1918 года вместе с Р. К. Циммерманом он руководил строительным бюро. С 1920 года работал в Виленской дирекции Государственных железных дорог, проектировал железнодорожные станции в Виленском крае. В то время было построено несколько десятков железнодорожных вокзалов, в основном в усадебном и закопанском стиле.
Помимо архитектуры, занимался живописью. Писал портреты, картины на мифологические и аллегорические сюжеты. Был талантливым рисовальщиком — пастелью и акварелью создавал, помимо портретов, изображения коней. Расписал плафоны во дворце усадьбы Горваттов в Наровле (ныне Гомельская область). Был одним из учредителей Общества музея науки и искусства в Вильно („Towarzystwo Muzeum Nauki i Sztuki“, 1906), дарил ему свои произведения.
Продав в 1894 году выстроенную им гостиницу «Жорж» в Вильне, оставил в ней для себя квартиру. Помимо доходных домов в Вильне, владел фабрикой карандашей «Фортуна».
В 1898 году женился на Софье Оскерке, от которой у него родились сын Анджей (1899–1980), помещик и саперный офицер Войска Польского, и дочь Ружа (1903–1961), начальник кафедры садоводства Министерства сельского хозяйства.
Умер внезапно от сердечного удара в холле гостиницы «Жорж» 23 августа 1928 года. Похоронен на кладбище Расу в Вильнюсе.

## Проекты и постройки

### Вильнюс
- Здание Управления Полесских железных дорог на Погулянке (ныне здание акционерного общества «Литовские железные дороги»). Перекрёсток улиц Й. Басанавичюса и Миндаугаса (J. Basanavičiaus g. 14, Mindaugo g. 12[6][7];
- Гостиница «Жорж». Проспект Гедимина, 20 (1894; реконструировано в 2005)[8]);
- Доходный дом Исаака Смаженевича. Улица В. Шопено, 3 (1894);
- Городская вилла Янины Вильчевской. Улица П. Скоринос, 16[9]:8.
- Дворец Игнацы Корвин-Милевского (перестройка). Улица К. Сирвидо, 6 (1895, по другим сведениям в 1892—1893 годах[10][11][12]);
- Доходный дом Исаака Смаженевича. Улица Й. Басанавичяус, 15 (1896);
- Доходный дом. Улица Пилимо, 4[13];
- Доходный дом. Улица Соду, 17;
- Доходный дом. Улица Шопено, 1[14];
- Дом Яна Слизеня. Улица Исландиёс, 4 (1913)[9]:12;
- Дом М. Дайона. Улица Театро, 9 (1913)[9]:15;

### Литва
- Реконструкция дворца Тышкевичей в Ландварове (1899; участие в работах)[4];
- Усадебный дом в Шяшуолеляе (1900)[5];
- Церковь апостолов Петра и Павла (Молетай) в Молетае (1905—1907);
- Усадебный дом в Ланчунаве (1909)[5];
- Церковь Святого Павла в Балтойи-Воке (1907—1910)[5].

### Белоруссия
- Охотничий дворец в Беловеже (1891; участие в проектировании)[4];
- Дворец Юзефа Бишевского в Лынтупах;
- Усадебный дом Хоминских в Ольшеве (1893)[4];
- Дворец Друцких-Любецких в Щучине (1892—1895)[15];
- Усадьба Путткамеров в Больтиниках (1890—1896)[4];
- Дворец Ваньковичей в Рудакове (1905—1906)[5][4];
- Церковь Святого Иоанна Крестителя (Бенякони) в Бенякони (1900—1906)[5];
- Церковь Пресвятой Девы Марии в Парафьяново (1900—1908);
- Часовня-усыпальница Скирмунтов в Молодове (1905—1908);
- Усадьба Ивановских в Головичполье (1909)[5];
- Церковь Святого Александра Невского в Крево;

- Примеры построек Т. Ростворовского в Вильнюсе
- Гостиница «Жорж»
- Дом Яна Слизеня
- Дом М. Дайона
- Государственный еврейский музей